# Zorn (Fluss)
Die Zorn ist ein Fluss, der in den Vogesen entspringt und als größter und letzter Zufluss in die Moder fließt, bevor diese in den Rhein mündet. Sie entspringt im Gemeindegebiet von Walscheid unter dem Namen Gelbe Zorn (frz.: Zorn Jaune) und nimmt erst nach dem Zusammenfluss mit ihrem rechten Nebenfluss, der Weißen Zorn (frz.: Zorn Blanche), den endgültigen Namen Zorn an. Sie hat eine Länge von knapp 97 Kilometern und entwässert ein Gebiet von 757 km².
Die französische Schreibung Zorn tauchte erstmals im 18. Jahrhundert auf. Vorher hieß der Fluss Sorn, was aus dem Vorkeltischen stammen und die Fließende bedeuten soll. Der Oberlauf bis Zabern ist von großer landschaftlicher Schönheit und weist auch vielseitige architektonische Kostbarkeiten auf.

## Geographie

### Quellgebiet
Die Quellgebiete sind einsam und unbesiedelt und nur Wanderern oder Radfahrern zugänglich. Sie liegen in den mittleren Vogesen im Département Moselle. Die Gelbe Zorn entspringt am Nordrand des Grossmann ▼ auf 830 Metern, die Weiße Zorn auf 740 Metern nördlich des Langwand ▼. Beide fließen nach Norden durch den Staatswald von Dabo und vereinigen sich beim Enteneck.

### Verlauf
Später wird der Lauf von der Straße D98 durch das unbesiedelte Tal begleitet. Beim Henningerhof, an einer der niedrigsten Stellen der Vogesen, die hier auch nur etwa 13 km breit sind, bricht sich der Fluss einen Weg scharf nach Osten abknickend durch die Gebirgsenge.
Hier wurde die berühmte Schleusentreppe von Arzviller für den Rhein-Marne-Kanal gebaut, die heute durch einen Schrägaufzug ersetzt ist. Der Rhein-Marne-Kanal und die Bahnlinie Straßburg – Metz nutzen das enge Zorntal zur Querung der Vogesen an dieser günstigen Stelle. In diesem Abschnitt liegt auch die erste Ortschaft am Lauf der Zorn, Lützelburg, mit seiner malerischen Ruine. Nach weiteren ca. 11 km folgt mit Saverne am Ausgang zur Rheinebene die größte Stadt am Zornlauf. Bei Steinbourg mündet von links die Südliche Zinsel ein, bei Dettwiller von rechts die Mossel. Der nächste größere Ort ist Hochfelden. Im Kanton Brumath knicken der Rhein-Marne-Kanal und die Bahnstrecke nach Süden ab, während die Zorn weiter nach Osten fließt und dabei die Autoroute de l’Est unterquert. Auf den letzten 6 km fließt sie nach Norden, parallel zur A 35 und mündet bei Rohrwiller von rechts in die Moder.

### Einzugsgebiet
Das Einzugsgebiet der Zorn ist 757,2 km² groß und besteht zu 55,75 % aus landwirtschaftliches Gebiet, zu 37,29 % aus Waldflächen und zu 6,95 % aus bebauten Flächen.

### Zuflüsse
- Zorn Blanche (rechts), 8,5 km, 18,5 km², 0,35 m³/s
- Traubach (links), 1,9 km
- Mittbach (links), 2,2 km
- Ruisseau de Dabo (rechts), 8,4 km, 15,9 km², 0,09 m³/s
- Rivière du Meisental (links)
- l'Andlau (Fischbach) (rechts), 4,1 km
- Ruisseau de Heyerst (links), 3,7 km
- Canal de la Marne au Rhin (links)
- Forellenbaechel (links), 4,7 km
- Tiergartenbach (Fischbach) (rechts), 3,7 km
- Waldbach (links), 4,5 km
- Hesselgraben (links), 4,4 km
- Langmattbach  (rechts), 2,2 km
- Ruisseau de Brunnenthal (links), 4,1 km
- Stutzbach (links), 4,7 km
- Ruisseau le Mundel (rechts), 1,6 km
- Baerenbach (rechts), 11,3 km, 24,7 km², 0,24 m³/s
- Ruisseau de la Fontaine Mélanie (links), 4,5 km
- Michelsbaechel (links), 5,1 km
- Liesgraben (links)
- Schalckbaechel (links), 3,4 km
- Südliche Zinsel (rivière la zinsel du sud) (links), 30,9 km, 173,1 km², 1,78 m³/s
- Baechelgraben (links), 3,0 km
- Mossel (rivière la mossel) (rechts), 21,2 km, 73,7 km², 0,68 m³/s
- Schwarzgraben (rechts), 1,3 km (Abzweigung)
- Lienbach (links), 9,5 km
- Littenheimerbach (Morenthalgraben) (rechts), 3,1 km
- Rohrbach (rechts), 70,4 km², 0,273 m³/s
- Embsbaechel (Bachgraben) (links), 12,7 km
- Gebolsheimerbach (links) (über Landgraben 11,2 km)
- Mattgraben (rechts), 1,2 km
- Rissbach (links), 8,0 km
- Saltenbach (links) (über Hochstettergraben 9,6 km)

## Hydrologie
An der Mündung in die Moder beträgt die mittlere Abflussmenge (MQ) 5,91 m³/s; das Einzugsgebiet umfasst hier 757,2 km².
In Waltenheim-sur-Zorn wurde über einen Zeitraum von 94 Jahren (1916–2009) die durchschnittliche jährliche Abflussmenge der Zorn berechnet. Das Einzugsgebiet entspricht an dieser Stelle etwa 688 km², damit etwa 90,9 % des vollständigen Einzugsgebietes des Flusses.
Die Abflussmenge der Zorn, mit dem Jahresdurchschnittwert von 5,39 m³/s, schwankt im Laufe des Jahres recht stark. Die höchsten Wasserstände werden in den Wintermonaten Januar bis März gemessen. Ihren Höchststand erreicht die Abflussmenge mit 9,09 m³/s im Februar. Von April an geht die Schüttung Monat für Monat zurück und erreicht ihren niedrigsten Stand im August mit 2,65 m³/s, um danach wieder von Monat zu Monat anzusteigen.
Der  monatliche mittlere Abfluss (MQ) der Zorn in m³/s, gemessen  an der hydrologischen Station Waltenheim-sur-Zorn
Daten aus den Werten der Jahre 1916–2009 berechnet